# Novo Selo, Sofia
Novo Selo (în bulgară Ново село) este un sat în Obștina Kiustendil, Regiunea Sofia, Bulgaria.

## Demografie
Componența etnică a satului Novo Selo
     Bulgari (99%)
     Nicio identificare (1%)
     Altele (0%)
La recensământul din 2011, populația satului Novo Selo era de 100 locuitori. Din punct de vedere etnic, majoritatea locuitorilor (99,0%) erau bulgari. Pentru 1,0% din locuitori nu este cunoscută apartenența etnică.